# Дардани
Дарданите или дарданците са племе от илирийски произход. С траките ги свързва обстоятелството, че част от тях се поселват около Дарданелите и взимат участие в Троянската война, свързвано с античните историко-географски области Мизия и Дакия. Съществува древногръцка легенда за основателя на държавата Дардания – Дардан и за участието им като троянски съюзници в Троянската война.
Дарданите са населявали в по-голямата си част областта на и около днешно Косово. Завладени са от римляните към края на I век пр. Хр. До края на III век след Христа областта, наречена Дардания, е част от римската провинция Мизия (след това Горна Мизия). По това време градовете Ниш, Скопие и Липлян спадат към Дардания. В края на III век Дардания е обособена в отделна римска провинция, а Ниш е придаден към Дакия.
Дарданите са войнствен народ от добре обучени войници. Съседните им народи страдат от техните нападения. Между 200 г. пр.н.е. и 197 г. пр.н.е. те нападат северна Македония на Филип III Аридей, а през 97 г. пр.н.е. в земите им започва римска колонизация. През 84 г. пр.н.е. срещу тях воюва известният римски пълководец и държавник Сула.
Дардано-римски войни са отразени между 75 – 62 г. пр.н.е., към 58 г. пр.н.е. и на няколко пъти по-късно, когато дарданите пак нападат Македония. Римляните разработват рудните находища на желязо, сребро и олово в земите на дарданите по времето на императорите Траян и Адриан. В късната античност, по времето на император Диоклециан, балканската област, населена от дарданите, е окончателно колонизирана и е превърната в римската провинция Дардания, с център Ниш.
Според някои хипотези днешните албанци са потомци на дарданите.